# Florianowo (Białoruś)
Florianowo (biał. Флар'янава; ros. Флорьяново) – wieś na Białorusi, w obwodzie witebskim, w rejonie dokszyckim, w sielsowiecie Krypule.

## Historia
W czasach zaborów w guberni wileńskiej Imperium Rosyjskiego.
W dwudziestoleciu międzywojennym ówczesny folwark leżał w Polsce, w województwie wileńskim, w powiecie duniłowickim, od 1926 w powiecie dziśnieńskim, w gminie Parafianów.
Powszechny Spis Ludności z 1921 roku nie podał danych dotyczących miejscowości. W 1931 w 8 domach zamieszkiwało 56 osób.
Wierni należeli do parafii rzymskokatolickiej w Parafianowie i prawosławnej w Hnieździłowie. Miejscowość podlegała pod Sąd Grodzki w Dokszycach i Okręgowy w Wilnie; właściwy urząd pocztowy mieścił się w Parafianowie.